# 南城街道 (高碑店市)
北城街道是中国河北省保定市高碑店市下辖的一个街道。

## 行政区划
北城街道下辖杨漫撒村、刘漫撒村、雷庄村、刘庄村、兴隆屯村、陈各庄村、南辛庄村、方家务村、解甲营村、安喜庄村、安乐庄村、孙漫撒村。